# Tariq Lamptey
Tariq Lamptey (London, 2000. szeptember 30. –) angol születésű ghánai válogatott labdarúgó, a Brighton & Hove Albion hátvédje.

## Pályafutása

### Klubcsapatokban
Lamptey Anglia fővárosában, Londonban született. Az ifjúsági pályafutását a Larkspur Rovers csapatában kezdte, majd a Chelsea akadémiájánál folytatta.
2019-ben mutatkozott be a Chelsea első osztályban szereplő felnőtt keretében. 2020. január 31-én szerződést kötött a Brighton & Hove Albion együttesével. Először a 2020. június 23-ai, Leicester City ellen 0–0-ás döntetlennel zárult mérkőzésen lépett pályára. Első gólját 2020. november 1-jén, a Tottenham Hotspur ellen idegenben 2–1-re elvesztett találkozón szerezte meg.

### A válogatottban
Lamptey az U18-as, az U19-es, az U20-as és az U21-es korosztályú válogatottakban is képviselte Angliát.
2022-ben debütált a ghánai válogatottban. Először a 2022. szeptember 23-ai, Brazília ellen 3–0-ra elvesztett mérkőzés 72. percében, Denis Odoit váltva lépett pályára.

## Statisztikák
2023. február 18. szerint
| Klub                   | Szezon   | Osztály        | Bajnokság | Bajnokság | Kupa  | Kupa | Nemzetközi | Nemzetközi | Összesen | Összesen |
| Klub                   | Szezon   | Osztály        | Meccs     | Gól       | Meccs | Gól  | Meccs      | Gól        | Meccs    | Gól      |
| ---------------------- | -------- | -------------- | --------- | --------- | ----- | ---- | ---------- | ---------- | -------- | -------- |
| Chelsea                | 2019–20  | Premier League | 1         | 0         | 2     | 0    | —          | —          | 3        | 0        |
| Brighton & Hove Albion | 2019–20  | Premier League | 8         | 0         | 0     | 0    | —          | —          | 8        | 0        |
| Brighton & Hove Albion | 2020–21  | Premier League | 11        | 1         | 0     | 0    | —          | —          | 11       | 1        |
| Brighton & Hove Albion | 2021–22  | Premier League | 30        | 0         | 2     | 0    | —          | —          | 32       | 0        |
| Brighton & Hove Albion | 2022–23  | Premier League | 19        | 0         | 5     | 1    | —          | —          | 24       | 1        |
| Brighton & Hove Albion | Összesen | Összesen       | 68        | 1         | 7     | 1    | 0          | 0          | 75       | 2        |
| Összesen               | Összesen | Összesen       | 69        | 1         | 9     | 1    | 0          | 0          | 78       | 2        |

### A válogatottban
| Válogatott | Év       | Pályára lépés | Gól |
| ---------- | -------- | ------------- | --- |
| Ghána      | 2022     | 4             | 0   |
| Összesen   | Összesen | 4             | 0   |